# Стародатский пойнтер
Стародатский пойнтер (en. Old Danish Pointer) — датская порода охотничьих собак, относящаяся к группе короткошёрстных легавых. Порода возникла в 1710 году, когда селекционер и любитель собак по имени Мортем Бак решил создать породу собак, которая полностью отвечала бы его пожеланиям.
Порода признана международной кинологической федерацией FCI.
Сейчас эта порода достаточно популярна у себя на родине в качестве рабочей охотничьей породы, но за пределами Дании широкого распространения не получила.
Другое название породы — стародатская легавая.

## История породы
Собаки этого типа в Дании существовали как минимум с XVII века. Они являлись потомками местных короткошёрстных легавых, которые произошли, в свою очередь, от завезённых из Испании собак, бладхаундов и региональных охотничьих собак. На их основе Мортем Бек и начал формировать собственную породу в начале XVIII века.
Для получения желанного фенотипа и рабочих качеств Бек приливал к этим собакам крови бладхаундов и охотничьих собак местных цыган. Он проводил отбор наиболее устраивающих его особей на протяжении восьми поколений собак, прежде чем смог сформировать желаемое.
Первоначально порода получила название по имени своего создателя — бакхунд.
Преимущественно собака использовалась им для поиска и подачи подбитой дичи, но позднее, с развитием ружейной охоты, эта порода стала использоваться в качестве универсальной легавой, в том числе для работы по кровяному следу, как гончая по зверю.
Созданная Беком порода получила хорошее чутьё, что позволило использовать этих собак во время Первой и Второй мировых войн в качестве поисковых, в том числе для обнаружения мин и неразорвавшихся снарядов, а также для поиска людей.
Первую официальную регистрацию порода получила в 1962 году в Датском клубе собаководства. Спустя семь лет, в 1969 году, стародатский пойнтер был признан в Международной кинологической федерации FCI.

## Описание
Стародатский пойнтер это собака среднего размера с гармоничным атлетическим телосложением и тяжёлой головой с геометрическими очертаниями.
В движении у этих собак отмечается широкий шаг с сильным выносом передних лап.
Голова широкая, с  выраженным рельефом морды, чуть крупноватая по отношению к корпусу собаки. Хорошо выражен  переход от лба  к морде. Брыли слегка обвисшие. Прикус  ножницеобразный.
Глаза среднего размера, неглубоко посажены. Не допускается выпуклость глаз. Допускается обвисание нижнего века. Цвет глаз только тёмно-коричневый.
Уши посажены  низко, почти полностью висячие. Форма уха представляет собой  широкий  скруглённый треугольник.
Мочка носа большая, рельефная. Губы и нос  печёночного или коричневого цвета.
Шея длинная, сильная. Поставлена  таким образом, что собака несёт голову  высоко. На шее выражено заметна складчатость кожи.
Корпус  собаки имеет средне-растянутый формат с  хорошо выраженной грудной  клеткой. Грудь широкая, поясница крепкая, круп чуть опущен.
Хвост с заметным сужением к концу, средней длины, обычно опущен.
Передние конечности прямые, параллельно поставленные друг другу, хорошо обмускуленные. Локти  расположены высоко, поставлены  близко к телу. У собак этой породы  тонкая, выраженно зауженная  пясть.
Задние конечности также параллельны  друг другу, имеют мощное мускулистое  бедро. Скакательный сустав  расположен низко. Сама лапа плотно собрана, округлая, сводистая. Подушечки очень толстые.
Шерсть короткая, плотная, густая, плотно прилегает к телу.
В породе допускается только один вариант окраса — белый с коричневыми отметинами, где обязательно должно присутствовать несколько больших пятен и некоторое количество мелкого крапа. Коричневый при этом должен быть интенсивным, с чёткой границей отделения от белого. Светлые оттенки коричневого допустимы, но не желательны.

## Характер
Собаки этой породы обладают спокойным характером, в  быту  проявляют  черты флегматичного темперамента. Не склонны  к игривости даже  в щенячьем возрасте.
Во время охоты собака работает неспешно, без  выраженного азарта. При этом проявляет  высокую выносливость и упорство.
Эти собаки недоверчивы к посторонним людям, но при этом не  склонны проявлять агрессию к ним. К другим собакам также относятся  дружелюбно. К другим  видам  животных  может проявляться инстинкт преследования.
Не смотря на свой достаточно спокойный  и флегматичный  темперамент, собаки этой  породы  хорошо поддаются  обучению и быстро усваивают новые  команды. В работе хорошо управляемы.

## Содержание и уход
Шерсть  этих собак не требует  особого внимания, они не нуждаются в частом купании. Весной и осенью необходимо вычёсывание, так как в эти периоды у них происходит линька.
Специфических породных заболеваний не имеют. Повышенного внимания требуют  только уши, которые  могут травмироваться  во время  охоты.
При содержании в городских условиях собакам этой породы  требуется  средний  уровень физических нагрузок.

## Применение
Собаки этой породы исторически были выведены для  охоты по "холодному"  и "горячему"  следу, долгое  время это оставалось основным  их применением.
Также стародатские пойнтеры  способны  работать про кровяному  следу.
В наши дни они также  продолжают использоваться в таком  качестве. Также благодаря высокой  обучаемости и контактности их используют в качестве собак-компаньонов. Также они могут  использоваться для окарауливания  территорий.